# جون إتش برودي
جون إتش برودي (بالإنجليزية: John H. Brodie)‏ هو فيزيائي أمريكي، ولد في 1970 في ورسستر في الولايات المتحدة، وتوفي في 8 يناير 2006 في براتلبورو في الولايات المتحدة بسبب غرق.